# Sunsari
Der Distrikt Sunsari (Nepali सुनसरी जिल्ला) ist ein Distrikt in Nepal und gehört seit der Verfassung von 2015 zur Provinz Koshi.
Sunsari liegt im Südosten von Nepal. Der Distrikt erstreckt sich über die dem Himalaya vorgelagerte Ebene, dem Terai, bis an die indischen Grenze. Der Fluss Koshi bildet die westliche Distriktgrenze. Die Distriktverwaltung hat ihren Sitz in der Stadt Inaruwa.

## Verwaltungsgliederung
Im Distrikt Sunsari befinden sich folgende Städte:
- Dharan
- Duhabi-Bhaluwa
- Inaruwa
- Itahari
- Ramdhuni
- Barahachhetra

Dharan und Itahari sind Städte mit Stadtrecht 2. Ordnung, während die anderen Städte sogenannte Munizipalitäten (mit Stadtrecht 3. Ordnung) sind.
Im Distrikt Sunsari liegen außerdem folgende Gaunpalikas (Landgemeinden):
- Koshi
- Gadhi
- Barju
- Bhokraha
- Harinagara
- Dewanganj